# Pedro Agramunt Font de Mora
Pedro Agramunt Font de Mora (Valencia, 12 de septiembre de 1951-Valencia, 24 de noviembre de 2024) fue un político español, diputado y senador en las Cortes españolas hasta 2019. Fue también presidente de la Asamblea Parlamentaria del Consejo de Europa entre 2016 y 2017.

## Biografía
Sus comienzos estuvieron vinculados a la actividad empresarial y al mundo asociativo de los que destacan haber sido presidente de la Confederación Empresarial Valenciana (CEV), presidente de la Confederación Interprovincial de Empresarios de la Región Valenciana (CIERVAL), y presidente de la Asociación Valenciana de Empresarios (AVE).
Su trayectoria política comenzó en 1989 cuando concurrió a las elecciones generales y en 1990 fue elegido presidente del Partido Popular de la Comunidad Valenciana, posición que ocupó por espacio de tres años (1993). Fue candidato a la Presidencia de la Generalitat Valenciana en 1991 y presidente-portavoz del grupo parlamentario del PP en las Cortes Valencianas (1991 a 1993).
Fue diputado por la provincia de Valencia en las elecciones generales de España de 1989, senador en las Elecciones generales de España de 1993, 1996, 2000, 2004, 2008 y 2011 y diputado en las elecciones a las Cortes Valencianas de 1991 y elecciones a las Cortes Valencianas de 1995.
En las elecciones generales de 2008 (IX Legislatura), como candidato al Senado por la circunscripción de Valencia, obtuvo el mayor número de votos de la historia por esa demarcación (746.478).[cita requerida]
Agramunt formó parte de la Asamblea del Consejo de Europa desde 2000.
Desde 2013 hasta enero de 2016, fue presidente del Grupo del Partido Popular Europeo en el Consejo de Europa. Durante el tiempo de su presidencia, la formación se convirtió en mayoritaria dentro del Consejo de Europa, pasando de tener 171 a 203 parlamentarios (de los 648 miembros que la componen, entre titulares y suplentes) procedentes de casi medio centenar de estados europeos.
Su labor estuvo centrada en la defensa de los valores y principios europeos a partir de la dignidad de la persona, la libertad y el estado de derecho.
En septiembre de 2015, fue elegido candidato oficial a presidir la Asamblea Parlamentaria del Consejo de Europa tras recibir el respaldo mayoritario de su grupo político en unas elecciones primarias celebradas este en Estrasburgo (Francia). En concreto, casi un 72% de los 203 parlamentarios de más de 40 países europeos que forman parte del grupo político apoyaron por votación directa y secreta la candidatura de Agramunt frente a la del otro candidato, el parlamentario francés, Jean Claude Mignon.
Agramunt falleció el 24 de noviembre de 2024 a los 73 años tras un fallo multiórganico, consecuencia de una larga enfermedad.

## Controversia
Tras su reunión, en marzo de 2017, con el presidente sirio Bachar el Asad, la Asamblea del Consejo de Europa encargó una investigación independiente sobre presuntas actividades de corrupción, encabezada por Jean-Louis Bruguière, Nicolas Bratza y la jurista sueca Elisabet Fura.
Esta encontró "fuertes sospechas" de corrupción, incluyendo posibles donaciones de Azerbaiyán para suavizar la crítica a sus violaciones de los Derechos Humanos.
Dimitió el 6 de octubre de 2017 alegando "razones personales" poco después de que la Asamblea le retirase su confianza y de que su propio grupo, el Partido Popular Europeo, se lo pidiese con 38 votos a favor y 26 en contra.
El expresidente se ha defendido diciendo que su viaje a Siria fue "en calidad de senador español", rechazando ofrecer su opinión al comité de investigación y culpando del escándalo a terceros intereses y confabulaciones para lograr destituirle